# Bilateralne životinje
Bilateralne životinje (Bilateria) su pravi mnogostaničari (Eumetazoa) s bilateralno simetričnom građom tijela. Kod njih je vanjski izgled lijeve strane tijela kao u ogledalu simetričan desnoj. Od tog pravila odstupaju, ili mogu odstupati, samo unutrašnji organi, ili na primjer, jedna kliješta su uvijek veća kod jednog roda rakovica (Uca). Znanstveno ime ovog taksona izvedeno je iz latinskog bi i latus i znači "dvostrani".
Sve životinje iz ovog taksona imaju prednji i stražnji kraj, kao što su usta i after. Međutim, tijekom filogenetskog razvoja, mogla su se ta obilježja reducirati, kao recimo kod parazita.
Za razliku od bilateralne simetrije ove skupine, tijela mješinaca su primarno građena radijalno simetrično. Spužve (Porifera) uglavnom nemaju nikakvu simetriju. Na temelju građe spermija kao i organiziranosti mišićnih stanica u filogenetskoj sistematici se bilateralne životinje svrstavaju zajedno s Ctenophorama u jedan takson, nazvan Acrosomata.
Prema građi Coeloma dijele se na:
- Acoelomata
- Pseudocoelomata
- Eucoelomata:

- Protostomia
- Deuterostomia

## Razdioba
- Deuterostomia
  - Echinodermata
  - Hemichordata
  - Chordata
- Protostomia
  - Ecdysozoa
  - Lophotrochozoa
  - Platyzoa
- Chaetognatha (afilijacija nesigurna)
- Cycliophora
- Mesozoa